# Clemente Morando
Clemente Morando (Pecetto di Valenza, 17 agosto 1899 – Valenza, 30 agosto 1972) è stato un calciatore e allenatore di calcio italiano.

## Biografia
Nato da una famiglia umile, da adolescente lavorò come bracciante agricolo e poi come tagliatore di tomaie nel calzaturificio valenzano "La Valletta".
Chiamato alle armi durante la Grande Guerra coi ragazzi del '99, combatté sul fronte carsico, contrasse l'influenza spagnola senza conseguenze e, al termine del conflitto, venne nominato Cavaliere di Vittorio Veneto. Nel 1924 sposò la sarta Elvira Lenti (1902 – 1990), sua amica d'infanzia.
Al termine del conflitto iniziò a giocare a calcio ad alti livelli come portiere, mantenendo il suo lavoro in fabbrica; nel 1921 debuttò in Nazionale. Diversi guai fisici, che annoverano anche l'asportazione di un rene conseguente ad uno scontro di gioco patito durante un'amichevole in Spagna, lo indussero a lasciare il calcio.
Morì nel 1972, a 73 anni.

## Carriera

### Club
In gioventù debuttò nel calcio con la Valenzana; durante la guerra giocò alcune gare amichevoli con l'Alessandrina, società di recente fondazione che raccoglieva per lo più militari in licenza o di stanza nella città di Alessandria.
Si mise in luce nel primo dopoguerra con la Valenzana di Carlo Carcano; particolarmente bravo sui rigori, disputò alcuni campionati di Prima Categoria; nel 1922 la squadra, costretta allo spareggio per i regolamenti del "Compromesso Colombo", cadde in Seconda Divisione e Morando, dapprima destinato al Torino, giocò infine a Bari, come portiere di riserva dell'Ideale.
Dopo alcuni campionati pugliesi, Morando fece ritorno alla Valenzana nel 1924; passò poi nel 1925 all'Alessandria, con cui vinse una Coppa CONI nel 1927. Il 17 marzo 1929, per una carica del romanista Rodolfo Volk, subì un grave infortunio all'addome; la decisione dell'arbitro Scarpi di assegnare rigore alla Roma, provocò turbolenze dei tifosi che portarono alla sospensione della partita e allo 0-2 a tavolino. Operato dal medico e presidente dell'Alessandria Finzi, Morando si riprese, ma non poté più giocare un'altra gara ad alto livello.
Passò dunque al Messina, nel ruolo di allenatore-giocatore. Nel 1931 divenne arbitro, per poi lasciare definitivamente il mondo del calcio professionistico nel 1934 e disputare negli anni a venire poche gare di livello amatoriale, collaborando con le società Valenzana e Fulvius 1908.

### Nazionale
Debuttò in Nazionale il 6 novembre 1921 a Ginevra, contro la Svizzera (1-1); la sua prestazione fu applaudita dai critici: Emilio Colombo della Gazzetta dello Sport lo descrisse «sicurissimo, magnifico per il colpo d'occhio, la presa ferrea, l'agilità e l'intuizione». Alcuni giorni dopo la partita i giornali Sport di Zurigo e La Suisse di Ginevra pubblicarono l'infondata notizia della sua morte, provocata secondo i giornalisti dai postumi di uno scontro di gioco.
Disputò in seguito altre due gare da titolare nel 1922, contro l'Austria al Velodromo Sempione di Milano (3-3, 15 gennaio) e contro la Cecoslovacchia al Velodromo Umberto I di Torino (1-1, 26 febbraio).

## Statistiche

### Cronologia presenze e reti in Nazionale
| Cronologia completa delle presenze e delle reti in nazionale ― Italia | Cronologia completa delle presenze e delle reti in nazionale ― Italia | Cronologia completa delle presenze e delle reti in nazionale ― Italia | Cronologia completa delle presenze e delle reti in nazionale ― Italia | Cronologia completa delle presenze e delle reti in nazionale ― Italia | Cronologia completa delle presenze e delle reti in nazionale ― Italia | Cronologia completa delle presenze e delle reti in nazionale ― Italia | Cronologia completa delle presenze e delle reti in nazionale ― Italia |
| Data                                                                  | Città                                                                 | In casa                                                               | Risultato                                                             | Ospiti                                                                | Competizione                                                          | Reti                                                                  | Note                                                                  |
| --------------------------------------------------------------------- | --------------------------------------------------------------------- | --------------------------------------------------------------------- | --------------------------------------------------------------------- | --------------------------------------------------------------------- | --------------------------------------------------------------------- | --------------------------------------------------------------------- | --------------------------------------------------------------------- |
| 06/11/1921                                                            | Ginevra                                                               | Svizzera                                                              | 1 – 1                                                                 | Italia                                                                | Amichevole                                                            | -                                                                     |                                                                       |
| 15/01/1922                                                            | Milano                                                                | Italia                                                                | 3 – 3                                                                 | Austria                                                               | Amichevole                                                            | -                                                                     |                                                                       |
| 26/02/1922                                                            | Torino                                                                | Italia                                                                | 1 – 1                                                                 | Cecoslovacchia                                                        | Amichevole                                                            | -                                                                     |                                                                       |
| Totale                                                                |                                                                       | Presenze                                                              | 3                                                                     |                                                                       | Reti                                                                  | 0                                                                     |                                                                       |

## Palmarès
- Coppa CONI: 1

Alessandria: 1927